# Olle Brozén

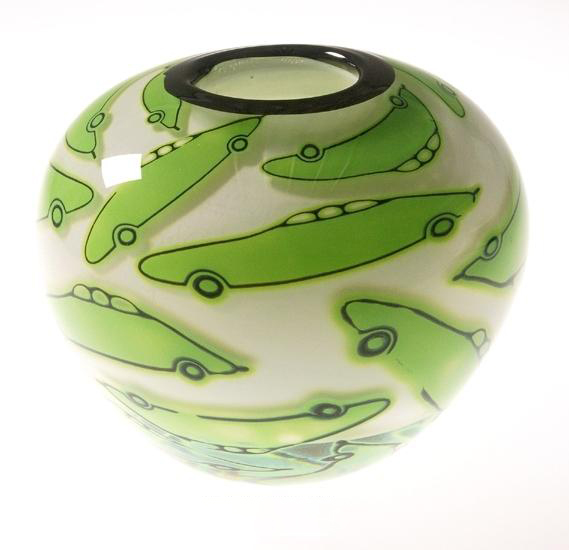
Graalvas med ljusgröna bilar av Olle Brozén för Kosta Boda 2002

Olle Brozén, född 1963, är en svensk formgivare och glaskonstnär som formger glas för Orrefors Kosta Boda. Hans formspråk kännetecknas av enkla och kraftfulla former, stiliserade mönster, organiska dekorer och motiv som uttrycker ett närmast naivistisk bildspråk.
Till Brozéns mest uppmärksammade konstglasserier hör Round-Trip med enkla och kraftfulla dekorer av fordon på väg genom stad och landsbygd. Till annan glaskonst av Brozén hör vasen Arabesque med dekor med slingrande blomstermönster, vasen Floating Flowers och bordslampan Floating Flowers Light med blomsterdekor och skålen Underworld med dekor med fiskar och sjögräs (fiskgraal).